# 阿马尔菲号装甲巡洋舰
“阿马尔菲”号装甲巡洋舰（義大利語：Amalfi）是一艘意大利皇家海军建于20世纪第一个十年的比萨级装甲巡洋舰。在1911-1912年的意土战争期间，“阿马尔菲”号与意大利舰队其他舰只于1911年9月在的黎波里附近执行任务，并在10月参加了在德尔纳的两栖登陆作战。1912年4月，“阿马尔菲”号与其姊妹舰“比萨”号带队攻击了拱卫达达尼尔海峡的土耳其要塞。当月晚些时候，在舰队其余舰只撤退后，这两艘装甲巡洋舰仍留在该地区，攻击土耳其的通讯设施。在1912年10月意大利和土耳其两国签署《洛桑条约》宣布战争结束后，1913年“阿马尔菲”号陪同意大利国王和王后乘坐皇家游艇访问了德国和瑞典。
1914年8月第一次世界大战爆发时，意大利拒绝加入与德意志帝国和奥匈帝国的三国同盟。 该国最终被说服与协约国站在一边，并于1915年5月向邻国奥匈帝国宣战。奥匈帝国海军在5月和6月袭击了意大利海岸，“阿马尔菲”号、“比萨”号和另外两艘装甲巡洋舰被派往威尼斯，以阻止奥军可能的突袭。1915年7月6日至7日夜间，这些舰只抵达后不久，就被派往奥地利主要海军基地普拉附近巡逻，以展示武力。“阿马尔菲”号从那次任务结束返回本土时被奥匈帝国潜艇U-26号（实际上是悬挂奥匈帝国国旗的德意志帝國海軍潜艇UB-14号）以鱼雷击沉，损失了67人。“阿马尔菲”号的损失导致意大利海军在次年的大部分时间里被迫将其他装甲巡洋舰留在威尼斯港口，直到最终被重新分配任务。

## 设计
建成时，“阿马尔菲”号总长461英尺（140.5），舷宽68英尺11英寸（21.01），吃水22英尺8英寸（6.91）。舰上安装有两台立式三胀蒸汽机驱动两具螺旋桨轴。这两台蒸汽机是由22座贝尔维尔燃煤锅炉提供蒸汽。该舰的动力装置的设计输出功率20,000匹指示馬力（15,000千瓦特），但是在服役期间，“阿马尔菲”号能够产生20,260匹指示馬力（15,110千瓦特）ーー大约比其姊妹舰超出600匹指示馬力（450千瓦特）ーー这使得最大航速达到23.6節（43.7每小時；27.2英里每小時）。

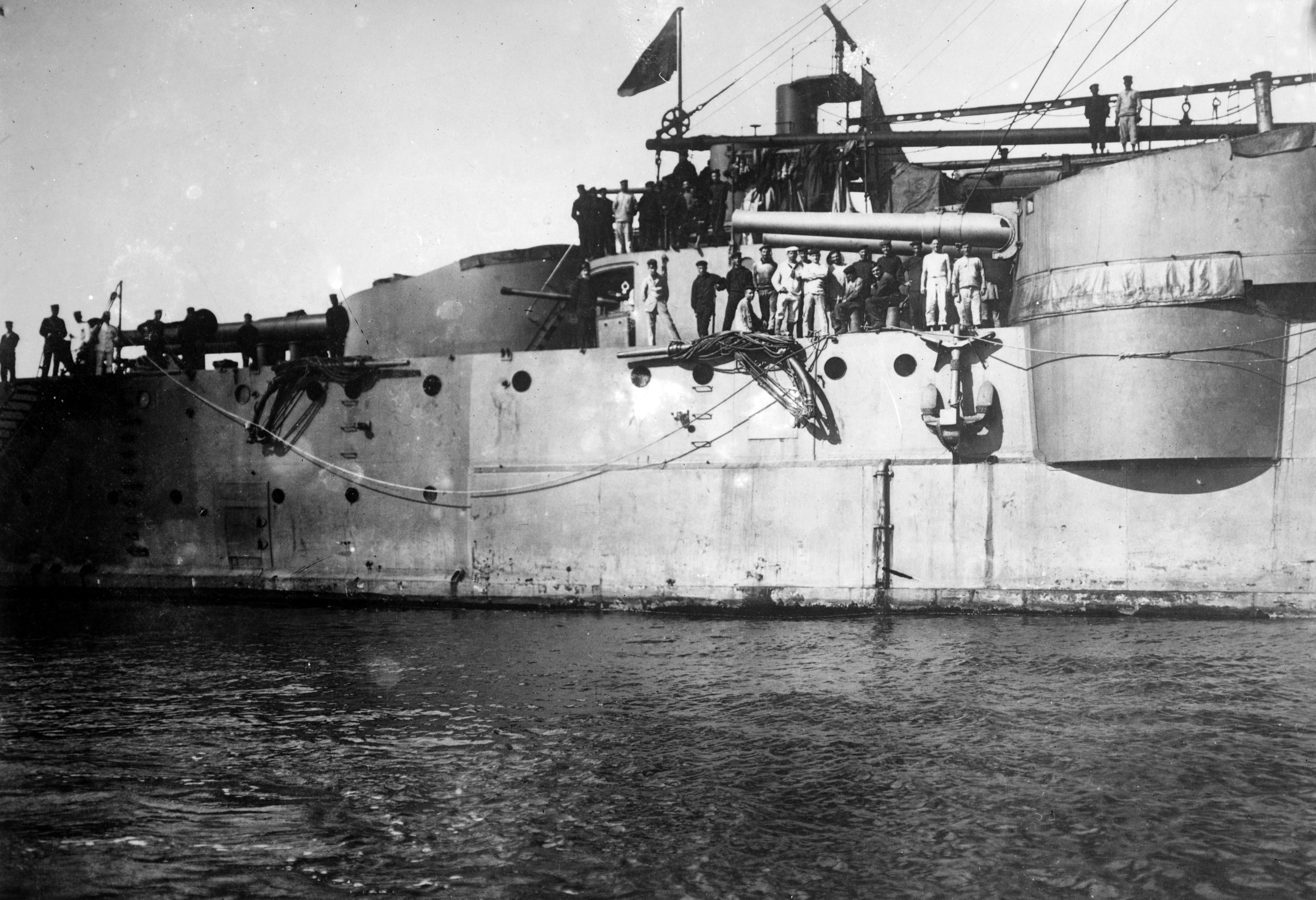
姊妹舰“比萨”号的舰尾部分照片。左侧是舰尾254 mm炮塔，右边是右舷190 mm炮塔。

比萨级巡洋舰的主要武器装备包括4门254/45 V型1906年式加农炮，分别安装在上层建筑前后的双联炮塔内。在舰舯部两舷四座双联炮塔中安装有8门190/45 V型1906年式舰炮作为副炮。为了防御鱼雷艇，舰上携带了16门76/50 V型1908年式速射加农炮，以及8门47/40 V型1908年式速射加农炮。此外，两舰还装备了三具450（17.7英寸）鱼雷发射管。
“阿马尔菲”号舰体由200（7.9英寸）厚的主装甲带保护。10英寸的炮塔由160（6.3英寸）的装甲板保护，7.5英寸的炮塔由130（5.1英寸）保护。指挥塔装甲厚度为180（7.1英寸），甲板装甲厚度为130毫米。

## 建造和服役
1904年8月，两艘比萨级巡洋舰的工程启动，比以同名城市为名，于1905年7月24日在西塞斯特里的奥特罗造船厂铺设龙骨的“阿马尔菲”号早了将近一年。近三年后的1908年5月5日，“阿马尔菲”号下水。本舰最终于1909年9月1日完工，距其开始龙骨铺设刚过四年。

### 意土战争

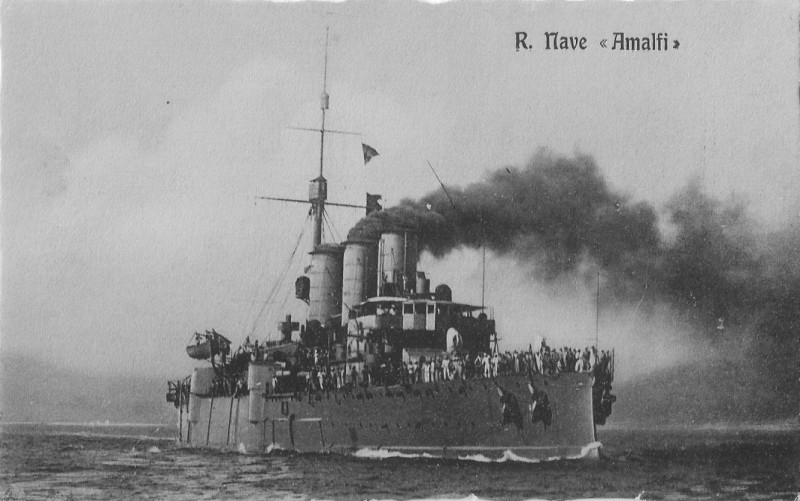
一张印有“阿马尔菲”号的意大利明信片

“阿马尔菲”号及其姊妹舰“比萨”号都是在1909年服役的，但是直到1911年意土战争之前，关于两舰活动的资料很少。1911年9月24日，也就是意大利向奥斯曼帝国宣战开战的五天前，“阿马尔菲”号作为分舰队的一员从锡拉库萨出发前往的黎波里。这支舰队包括战列舰“罗马”号和“那波利”号、装甲巡洋舰“比萨”号、“朱塞佩·加里波蒂”号、“瓦雷泽”号和“弗朗切斯科·费鲁乔”号，以及2支驱逐舰舰队。五天后，人们看到“阿马尔菲”号和其他几艘军舰在马耳他装载煤炭，然后前往封锁的黎波里。
10月2日，以“贝纳德通·伯林”号战列舰为首的一个总队换岗“阿马尔菲”号诸舰的封锁任务，使得这支分舰队向东前进，加入意大利海军主舰队。此时，这支分舰队包括“那波利”号、“阿马尔菲”号和“比萨”号，还有新近建造完工的装甲巡洋舰“圣马可”号，三艘驱逐舰和两艘鱼雷艇。这支舰队护送了几艘意大利运输舰于10月15日抵达德尔纳。在对德尔纳劝降的谈判破裂后，“比萨”号炮轰了该地军营和一座堡垒。德尔纳方面并没有还击，而是派出了一艘提出休战的船只。 随后“阿马尔菲”号和其他装甲巡洋舰以190（7.5英寸）的舰炮向该市开火。据当时的记载，德尔纳在30分钟内被“彻底摧毁”。当天14点派出的登陆部队由于海浪汹涌和岸防炮火而无法到达岸边。随后，“阿马尔菲”号持续炮轰海滩直到16:00。由于天气原因，直到18日才有1500人最终占领了德尔纳。
1912年4月13日，“阿马尔菲”号作为意大利第一分舰队的一员从塔兰托起航。该分舰队由战列舰“维多利奥·伊曼纽尔”号（分舰队旗舰）、“罗马”号和“那波利”号，装甲巡洋舰“比萨”号、“圣马可”号和“皮萨尼”号等组成。这支舰队最初的目的地是的黎波里，但后来转向爱琴海轰炸土耳其海岸。第二分舰队由战列舰“玛格丽娜王后”号（分舰队旗舰）、“贝纳德通·伯林”号、“圣邦将军”号和“伊曼纽尔·费利伯图”号以及装甲巡洋舰“朱塞佩·加里波蒂”号、“瓦雷泽”号和“弗朗切斯科·费鲁乔”号同时从图卜鲁格和奥古斯塔出发。4月17日两支舰队在斯坦帕利亚岛会合。当天上午6:30，“比萨”号与“阿马尔菲”号在大部队之前驶入达达尼尔海峡，试图引出土耳其舰队。但四座土耳其海岸炮台上配备的18门口径从8至11英寸（200至280）不等克虏伯大炮，向意大利舰队开火。意大利舰队在8,000（8,700碼）的距离内开炮持续还击两个多小时。据意大利官方报道称没有意大利舰只被击中，并特别反驳了土耳其关于“瓦雷泽”号被击中起火的说法。但《纽约时报》的一篇总结报道称“瓦雷泽”号先后被击中两次。4月19日，意大利舰队启程回国，仅留下“阿马尔菲”号、“比萨”号和其他一些较小的舰只，以继续执行摧毁电报站和切断电缆的任务。
另一个涉及“阿马尔菲”号的值得注意的行动发生在4月28日。当时从该舰和“比萨”号上招募了一支由250人组成的部队，并击溃了阿斯蒂帕莱阿岛上的土耳其驻军。1912年10月18日《洛桑条约》的签署标志着意土战争的结束。

### 间隙期
从1912年意土战争结束到1915年意大利加入第一次世界大战期间，“阿玛尔菲”号在一些新闻报道中被提及，这些报道展示了该舰在和平时期的活动。1913年6月，“阿马尔菲”号陪同维托里奥·埃马努埃莱三世国王和他的妻子埃莱娜王后乘坐皇家游艇“特里纳克里亚”号（Trinacria）前往基尔参加一年一度的帆船赛。在那里，维托里奥·埃马努埃莱三世会见了德皇威廉二世，并讨论正在进行的巴尔干战争。离开基尔后，“阿马尔菲”号陪同国王和王后乘坐的“特里纳克里亚”号前往他们的下一站斯德哥尔摩。
到了11月，“阿马尔菲”号回到了意大利海域，当时意大利前海军部长卡托利卡上将、“阿马尔菲”号和战列舰“伊曼纽尔·费利伯图”号的舰长在那不勒斯迎接乘坐“怀俄明”号前来访问的美国海军上将查尔斯·J·巴杰尔（Charles J. Badger）。在“怀俄明”号停留期间，作为1913年战列舰地中海之旅的一站，巴杰尔参观了“阿马尔菲”号，作为礼节性拜访的一部分。

### 第一次世界大战
1915年5月23日意大利对奥匈帝国发动宣战之后，奥匈帝国海军的舰队指挥官海军上将安东·豪斯于5月23日至24日夜间出动舰队轰炸意大利海岸，试图扰乱意大利的战争动员。在众多目标中，安科纳受到的打击最为严重，该市的天然气、电力和电话服务中断，煤炭和石油储备被烧毁。袭击结束后，所有的奥地利舰只都得以安全返回港口。当奥地利军队在6月中旬恢复对意大利海岸的攻击时，意大利海军上将保罗·塔翁·迪雷韦尔派遣“阿马尔菲”号和其他驻防在布林迪西的装甲巡洋舰前往威尼斯，以补充那里的老式军舰舰队。历史学家劳伦斯·桑德豪斯（Lawrence Sondhaus）认为，这几艘高航速装甲巡洋舰抵达威尼斯本应成为未来奥地利海岸突袭的主要威慑力量，但他也承认，这些巡洋舰最终成为奥地利U型潜艇更容易攻击的目标。

### 沉没
这几艘巡洋舰抵达威尼斯后不久的1915年7月6日夜，“阿马尔菲”号在奥匈帝国港口普拉附近参加了一次“部队侦察”任务。在任务完成后的7月7日黎明，该舰在距离威尼斯约20海里（37；23英里）的地方被奥匈帝国潜艇U-26以鱼雷击中。由于当时意大利和德国并未正式开战，悬挂奥匈帝国旗帜的U-26号其实是德国潜艇UB-14号伪装的。当时该潜水艇正在海诺·冯·海姆堡上尉的指挥下进行其首次战斗巡逻任务。
中弹后的“阿马尔菲”号立即开始向港口方向倾斜，在最初的损管措施无效后，指挥官下令弃舰。该舰最终在被鱼雷击中后不到30分钟就沉没了。舰队的其他舰只及时响应了“阿马尔菲”号发出的求救信号，救起了舰载大部分物资。据报道，当时死亡人数约为200人，但后来的报道只列出了67人。“阿马尔菲”号是在一战期间被德国潜艇击沉的最大的船只之一。由于“阿马尔菲”号的沉没，第二年的大部分时间里，其姊妹舰“比萨”号和威尼斯港内的另外两艘装甲巡洋舰很少冒险出港，并最终在1916年4月全体被转移到发罗拉。

## 脚注

### 引文
1. ↑  布鲁斯·泰勒 2021，第31頁
2. ↑  布鲁斯·泰勒 2021，第552頁
3. ↑  日本海人社出版 2014，第52頁
4. 1 2 3 4 5 6  Gardiner & Gray，第261頁
5. ↑  Silverstone，第294頁
6. ↑  章騫（2013年），第311頁
7. ↑  史蒂夫，第237頁
8. ↑  日本海人社出版 2014，第48頁
9. ↑  . The Washington Post. 25 September 1911: 1.
10. ↑  . The Washington Post. 29 September 1911: 1.
11. 1 2  Beehler，第19頁
12. 1 2  史蒂夫，第48頁
13. 1 2  章騫（2013年），第312頁
14. ↑  日本海人社出版 2014，第56頁
15. 1 2  Beehler，第30頁
16. ↑  史蒂夫，第300頁
17. ↑  史蒂夫，第22頁
18. 1 2  史蒂夫，第110頁
19. 1 2  日本海人社出版 2014，第48頁
20. 1 2 3  Beehler，第67–68頁
21. ↑  . The New York Times. 19 May 1912: SM3.
22. ↑  Beehler，第71頁
23. ↑  . The Christian Science Monitor. 21 July 1913: 2.
24. ↑  . The New York Times. 13 November 1913: 4. The battleship Wyoming...
25. ↑  布鲁斯·泰勒 2021，第276頁
26. ↑  Sondhaus，第274–275頁
27. 1 2  布鲁斯·泰勒 2021，第277頁
28. ↑  Sondhaus，第276頁
29. 1 2  Sondhaus，第279頁
30. 1 2 3  Stern，第26頁
31. ↑  . The Independent: A Weekly Journal of Free Opinion. 19 July 1915, 83 (3476): 75.
32. 1 2  . Chicago Daily Tribune. 9 July 1915: 3.
33. ↑  Sondhaus，第289頁